# Murat Uyurkulak
Murat Uyurkulak (geboren 1972 in Aydın) ist ein türkischer Schriftsteller, Übersetzer und Journalist.

## Werdegang
Uyurkulak wurde 1972 in Aydın an der türkischen Ägäis-Küste geboren. In İzmir begann er ein Jurastudium und danach ein Studium der Kunstgeschichte, die er jedoch beide abbrach. Er lebte danach in Diyarbakır  (Ost-Türkei) und in Istanbul, unter anderem als Journalist und Verleger, außerdem übersetzte er Bücher von Edward Said und Michail Bakunin ins Türkische. Uyurkulak ist als freier Autor und als Auslandsredakteur von BirGün tätig, einer 2004 von Intellektuellen gegründeten linksgerichteten Istanbuler Tageszeitung ohne kommerziell orientierten Verleger. BirGün steht der ÖDP nahe, in der Uyurkulak sich langjährig engagiert hat.
Uyurkulaks Debütroman Tol (2002; dt. „Rache“) spielt auf dem Hintergrund der politischen Entwicklung in der Türkei der letzten Jahrzehnte und spricht insbesondere vom Schicksal der Kurden in der Türkei; auch der Nachfolgeroman Har handelt von den  Auseinandersetzungen zwischen PKK und türkischem Staat und dem Militärputsch in der Türkei 1980. Tol liegt auf Deutsch und Polnisch auch in dramatisierter Fassung vor.

## Werke
- 2002: Tol. Roman
  - dt.: Zorn. Übers. von Gerhard Meier. Unionsverlag, Zürich 2008, ISBN 978-3-293-10011-4
- 2006: Har. Roman, ISBN 975-342-550-3
  - dt.: Glut. Ein Roman der Apokalypse. Übers. u. mit einem Nachw. von Sabine Adatepe. binooki, Berlin 2013, ISBN 978-3-943562-20-0
- 2011: Bazuka. Erzählungen, ISBN 978-975-342-806-4
- 2016: Merhume. Roman, ISBN 9786055162658
- 2020: Delibo. Roman, ISBN 9789750743030